# Yi (Ji Jian, Zhou-König)
Yi, König von Zhou (chinesisch: 周懿王; Pinyin: Zhōu Yì Wáng, zur Unterscheidung von König Yi häufig auch Yih geschrieben) war der siebente König der chinesischen Zhou-Dynastie. Er regierte von 899 v. Chr. bis 873 v. Chr.

## Leben
Yi gehört neben Gong, Xiao und Yi zu jenen Königen, über deren Regierungsperiode nur sehr wenig bekannt ist. Die Chronik Shiji merkt an, dass sich unter Yi das Königshaus der Zhou im Niedergang befand und dass die Dichter Satiren über die Könige verfassten. Die Bambusannalen berichten, dass sich im ersten Jahr der Regierungsperiode von Yi eine Sonnenfinsternis ereignete (sehr wahrscheinlich am 21. April 899 v. Chr.). Für das 7. und 13. Jahr der Regierungszeit Yis sind Angriffe der Rong und Di auf das Herzland des Zhou-Reiches verzeichnet. Für das 21. Jahr ist ein fehlgeschlagener Gegenangriff der Zhou vermerkt.
Die Chroniken berichten, dass König Yi in seinem 15. Herrschaftsjahr Zongzhou verließ und nach Huaili ging. Wahrscheinlich wurde er von seinem Onkel zur Flucht gezwungen, der als König Xiao den Thron bestieg.

## Familie
|                            |                            |                            |                            | König Mu von Zhou 周穆王   | König Mu von Zhou 周穆王   | König Mu von Zhou 周穆王 | König Mu von Zhou 周穆王 | König Mu von Zhou 周穆王 | König Mu von Zhou 周穆王 |   |   | ? | ? | ? | ? | ?                          | ?                          |                            |                            |                            |                            |
|                            |                            |                            |                            | König Mu von Zhou 周穆王   | König Mu von Zhou 周穆王   | König Mu von Zhou 周穆王 | König Mu von Zhou 周穆王 | König Mu von Zhou 周穆王 | König Mu von Zhou 周穆王 |   |   | ? | ? | ? | ? | ?                          | ?                          |                            |                            |                            |                            |
|                            |                            |                            |                            |                            |                            |                          |                          |                          |                          |   |   |   |   |   |   |                            |                            |                            |                            |                            |                            |
|                            |                            |                            |                            |                            |                            |                          |                          |                          |                          |   |   |   |   |   |   |                            |                            |                            |                            |                            |                            |
| König Gong von Zhou 周共王 | König Gong von Zhou 周共王 | König Gong von Zhou 周共王 | König Gong von Zhou 周共王 | König Gong von Zhou 周共王 | König Gong von Zhou 周共王 |                          |                          | ?                        | ?                        | ? | ? | ? | ? |   |   | König Xiao von Zhou 周孝王 | König Xiao von Zhou 周孝王 | König Xiao von Zhou 周孝王 | König Xiao von Zhou 周孝王 | König Xiao von Zhou 周孝王 | König Xiao von Zhou 周孝王 |
| König Gong von Zhou 周共王 | König Gong von Zhou 周共王 | König Gong von Zhou 周共王 | König Gong von Zhou 周共王 | König Gong von Zhou 周共王 | König Gong von Zhou 周共王 |                          |                          | ?                        | ?                        | ? | ? | ? | ? |   |   | König Xiao von Zhou 周孝王 | König Xiao von Zhou 周孝王 | König Xiao von Zhou 周孝王 | König Xiao von Zhou 周孝王 | König Xiao von Zhou 周孝王 | König Xiao von Zhou 周孝王 |
|                            |                            |                            |                            |                            |                            |                          |                          |                          |                          |   |   |   |   |   |   |                            |                            |                            |                            |                            |                            |
|                            |                            |                            |                            | König Yi von Zhou 周懿王   | König Yi von Zhou 周懿王   | König Yi von Zhou 周懿王 | König Yi von Zhou 周懿王 | König Yi von Zhou 周懿王 | König Yi von Zhou 周懿王 |   |   | ? | ? | ? | ? | ?                          | ?                          |                            |                            |                            |                            |
|                            |                            |                            |                            | König Yi von Zhou 周懿王   | König Yi von Zhou 周懿王   | König Yi von Zhou 周懿王 | König Yi von Zhou 周懿王 | König Yi von Zhou 周懿王 | König Yi von Zhou 周懿王 |   |   | ? | ? | ? | ? | ?                          | ?                          |                            |                            |                            |                            |
|                            |                            |                            |                            |                            |                            |                          |                          |                          |                          |   |   |   |   |   |   |                            |                            |                            |                            |                            |                            |
|                            |                            |                            |                            |                            |                            |                          |                          | König Yi von Zhou 周夷王 |                          |   |   |   |   |   |   |                            |                            |                            |                            |                            |                            |